# Hieronymus Schreiber
Hieronymus Schreiber (* in Nürnberg; † 1547 in Paris, daher auch Jerôme Schreiber) war ein Mediziner, Mathematiker und Astronom aus Nürnberg.
Schreiber hatte in Wittenberg bei Philipp Melanchthon studiert und war ein Schüler von Johannes Schöner, der ihm 1541 den Tractatus Georgii Purbachi super positionibus Ptolemaei de sinubus et chordis widmete. Aufgrund dessen guter Zeugnisse galt er 1542 als möglicher Nachfolger auf dem Lehrstuhl von Georg Joachim Rheticus (1514–1574), den jedoch trotz Melachtons Fürsprache mit Erasmus Flock (1514–1568) ein anderer Nürnberger erhielt.
Es ist Schreiber zu verdanken, dass aufgedeckt wurde, dass das Vorwort des Hauptwerkes von Nicolaus Copernicus gar nicht von Copernicus selbst stammt. In diesem Vorwort zu De revolutionibus orbium coelestium von 1543 wird die Bedeutung des heliozentrischen Weltbildes, das Copernicus beweisen wollte, zur bloßen Hypothese zur Rechenvereinfachung abgeschwächt. Über diesen Widerspruch hatten sich Gelehrte schon gewundert.
Einige Jahrzehnte später konnte das Rätsel gelöst werden. Georg Joachim Rheticus hatte Copernicus Werk in Nürnberg zum Druck vorbereitet, konnte aber dies nicht bis zum Ende beaufsichtigen, da er nach Wittenberg musste. Johannes Petreius, der Nürnberger Drucker, hatte Schreiber 1543 ein druckfrisches Exemplar zugesandt. Nachdem Schreiber schon 1547 verstorben war, gelangte das Buch über Michael Mästlin in den Besitz von Johannes Kepler (1571–1630). Durch eine darin vorgefundene Notiz von Schreiber deckte Kepler auf, dass es Andreas Osiander war, der das Vorwort zu De Revolutionibus verfasst hatte. Der Reformator Osiander veränderte das Werk des Katholischen Domherren Copernicus im protestantischen Nürnberg so, dass es für protestantische Theologen akzeptabel war, und auch vom Vatikan erst 1620 als korrekturbedürftig eingestuft wurde.
Schreiber reiste 1543 nach Italien und verstarb 1547 bei einem Studienaufenthalt in Paris. Wetterbeobachtungen aus Sachsen hat er in einem Almanach von Johannes Stöffler (1452–1543) und Jacob Pflaum niedergeschrieben.